# Distribució beta variada matricial
En estadística, la distribució beta variada matricial és una generalització de la distribució beta. Si {\displaystyle U} és un {\displaystyle p\times p} matriu definida positiva amb una distribució beta variada matricial, i {\displaystyle a,b>(p-1)/2} són paràmetres reals, escrivim {\displaystyle U\sim B_{p}\left(a,b\right)} (de vegades {\displaystyle B_{p}^{I}\left(a,b\right)}). La funció de densitat de probabilitat per a {\displaystyle U} és:
{\displaystyle \left\{\beta _{p}\left(a,b\right)\right\}^{-1}\det \left(U\right)^{a-(p+1)/2}\det \left(I_{p}-U\right)^{b-(p+1)/2}.}
Aquí {\displaystyle \beta _{p}\left(a,b\right)} és la funció beta multivariada:
{\displaystyle \beta _{p}\left(a,b\right)={\frac {\Gamma _{p}\left(a\right)\Gamma _{p}\left(b\right)}{\Gamma _{p}\left(a+b\right)}}}
on {\displaystyle \Gamma _{p}\left(a\right)} és la funció gamma multivariada donada per 
{\displaystyle \Gamma _{p}\left(a\right)=\pi ^{p(p-1)/4}\prod _{i=1}^{p}\Gamma \left(a-(i-1)/2\right).}

## Distribució de la matriu inversa
Si {\displaystyle U\sim B_{p}(a,b)} llavors la densitat de {\displaystyle X=U^{-1}} està donada per
{\displaystyle {\frac {1}{\beta _{p}\left(a,b\right)}}\det(X)^{-(a+b)}\det \left(X-I_{p}\right)^{b-(p+1)/2}}
sempre que {\displaystyle X>I_{p}} i {\displaystyle a,b>(p-1)/2}.